# Celon, Indre
Celon là một xã ở tỉnh Indre khu vực trung bộ Pháp. Xã này có diện tích 17,04 km², dân số thời điểm năm 2005 là 382 người. Khu vực này có độ cao trung bình 205 mét trên mực nước biển.